# Lilian Jane Gould
Pour les articles homonymes, voir Gould.
Lilian Jane Gould (1861-1936), également connue sous le nom de Lilian J. Veley, est une biologiste britannique principalement connue pour ses études sur les micro-organismes présents dans l'alcool. Elle est l'une des premières femmes admises dans la société linnéenne. Outre ses travaux scientifiques, elle est l'une des premières éleveuses européennes de chats siamois. 

## Biographie
Lilian Jane Gould est née le 19 février 1861, fille de Katharine Emma Gould et du révérend. J. Nutcombe. Elle a étudié au Somerville College, Oxford, où elle est conseillée par l'entomologiste Edward Bagnall Poulton. En 1894, elle obtint un diplôme de premier cycle en sciences naturelles, avec une spécialisation en morphologie animale. En 1895, elle épouse Victor Herbert Veley (1856-1933), scientifique et homme d'affaires avec lequel elle collabore par la suite sur plusieurs projets de recherche,. Comme d’autres femmes scientifiques de l'époque, à qui il est interdit d’obtenir un doctorat à Oxford, elle obtient un doctorat en sciences au Trinity College, Dublin (1905),. En 1904, elle devient l'une des premières femmes élues à la Linnean Society of London. 
Gould écrit ses deux premiers articles scientifiques alors qu’elle est toujours à l’Université d’Oxford ; l'un est sur les couleurs chez les larves de lépidoptères, tandis que l'autre était sur une amibe, Pelomyxa palustris. 
Veley est un scientifique et directeur de la Baddow Brewery Company, et Gould travaille avec lui sur les micro-organismes présents dans les liqueurs telles que le rhum. Avec Veley, elle publie plusieurs articles sur le sujet dans Nature et bien d'autres, ainsi qu'un livre intitulé The Micro-Organism of Faulty Rum (1898),. La nécrologie de son mari est d'avis que le livre reçut moins d'attention qu'il ne le méritait. 
Gould joue également un rôle dans les débuts de l'histoire de la race moderne de chat siamois, devenant l'une des premières éleveuses de siamois occidentaux. En 1884, son frère Edward, consul général à Bangkok, ramène un couple de reproducteurs de chats en guise de cadeau pour sa sœur. Les deux animaux, nommés Pho et Mia, donnent naissance à trois chatons siamois. Tous les cinq ont attiré l'attention l'année suivante lors de l'exposition annuelle du chat au Crystal Palace de Londres. Gould fonde ensuite le Siamese Cat Club en 1901,. 
Certaines photographies d'autres types de chats appartenant à Gould sont conservées aux Archives nationales du Royaume-Uni,. Elle interroge également en 1910 une famille à Putney, propriétaire d'un chat qui aurait été volé dans un temple japonais dans lequel chats étaient des gardes traditionnels. 
Pendant la Première Guerre mondiale, Gould est commandant d'une unité londonienne de la Croix-Rouge britannique. 
Son mari meurt en 1933 et Gould meurt le 2 décembre 1936. Une note nécrologique a été publiée dans les Actes de la société linnéenne. 